# Lorena Ochoa
Lorena Ochoa Reyes (Guadalajara, 15 de noviembre de 1981) es una exgolfista profesional mexicana que logró 27 victorias en el LPGA Tour, el máximo circuito del golf femenino profesional. Era considerada como la mejor golfista mexicana de todos los tiempos, así como una de las 50 jugadoras de todos los tiempos, ocupando el puesto 22.º de la lista.

## Niñez y madurez
Creció en familia, y estudió desde la primaria hasta la preparatoria en el colegio Centro Escolar Torreblanca en Guadalajara, Jalisco; comenzó a jugar al golf a los 5 años de edad. Ganó su primer premio estatal a la edad de 6 años y su primer evento nacional fue a los 7 años. También obtuvo 27 premios en el estado de Jalisco y 44 premios nacionales en México. Ganó cinco premios consecutivos en el Junior World Golf Championships. Se matriculó en la Universidad de Arizona (Estados Unidos) y salió becada en golf. Cuando era estudiante, con tutoría regular, mejoró su inglés viendo películas y leyendo revistas entre la práctica y el torneo.
Fue la mejor amiga de su maestro de golf Rafael Alarcón en los dos años siguientes. Ganó el premio de mejor jugadora del año por NCAA en 2002, terminando en segundo lugar en 2001 y 2002, y llamada por la National Golf Coaches Association (NGCA) en 2001 con el All-America First team.
Llegó al LPGA Tour tras haber obtenido el segundo lugar en el Duramed Futures Tour. En la temporada 2007 de la gira LPGA fue la vencedora en 8 torneos, incluyendo el Abierto Británico y el ADT Championship, obteniendo por su victoria en este último un premio de 1.000.000 de dólares.
Contrajo matrimonio con el ejecutivo Andrés Conesa en noviembre de 2009. Solo cinco meses después, el 23 de abril de 2010 dio a conocer oficialmente su retiro, el cual ocurrió el 3 de mayo de 2010, después de participar en el torneo Tres Marías Championship en Michoacán, donde se despidió frente a su público que tanto apoyo le brindó durante toda su carrera.

## Triunfos profesionales (30)

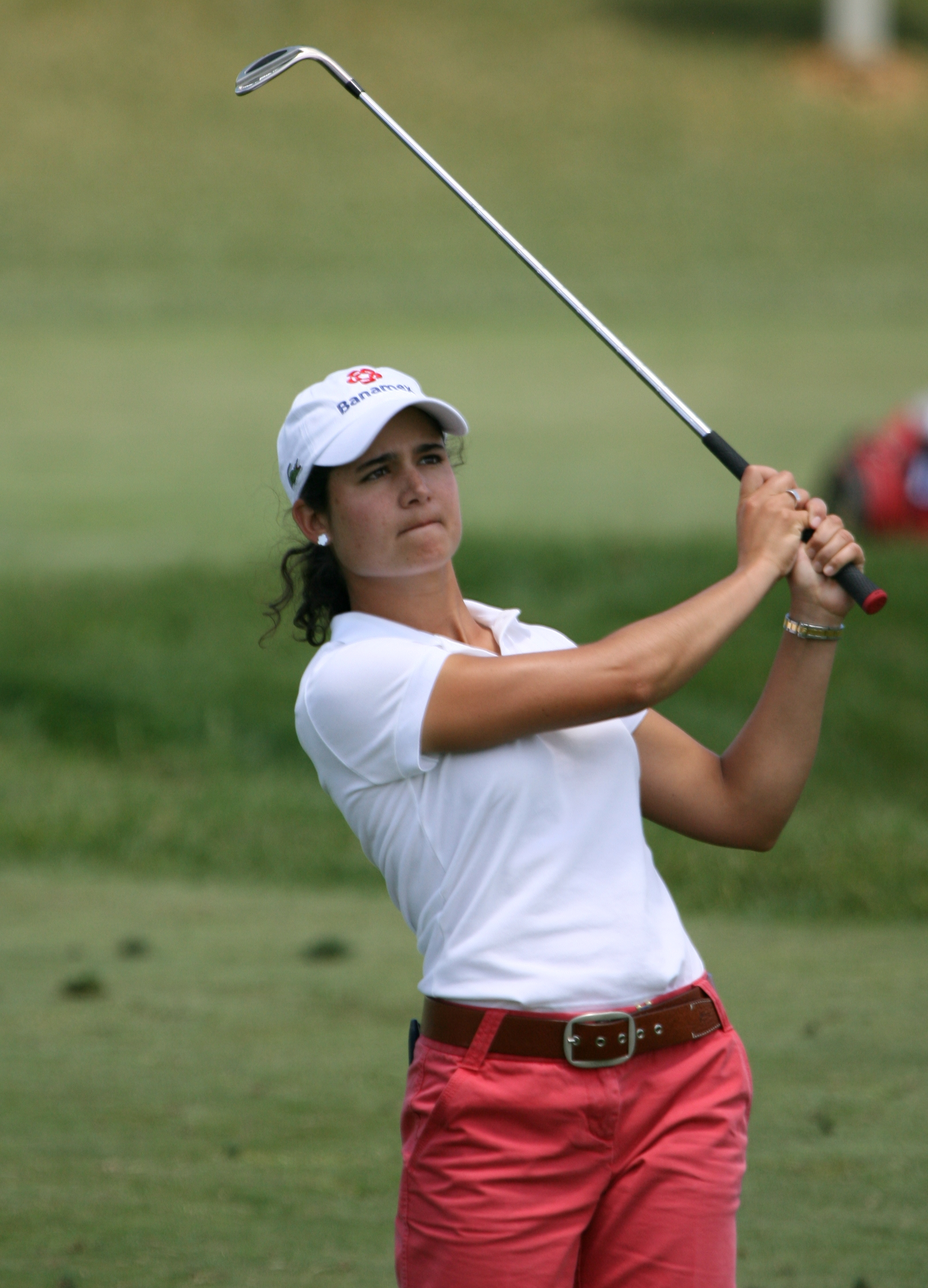
Ochoa durante una práctica antes del LPGA Championship de 2007.

### LPGA Tour (27)
| Leyenda                                     |
| Campeonatos principales de la LPGA Tour (2) |
| Otros LPGA Tour (25)                        |

| N.º | Fecha       | Torneo                                       | Puntuación ganadora   | Margen de victoria | Subcampeona(s)                                                              |
| --- | ----------- | -------------------------------------------- | --------------------- | ------------------ | --------------------------------------------------------------------------- |
| 1   | 16 may 2004 | Franklin American Mortgage Championship      | −16 (70-67-67-68=272) | 1 golpe            | Wendy Ward                                                                  |
| 2   | 29 ago 2004 | Wachovia LPGA Classic                        | −19 (67-68-69-65=269) | 2 golpes           | Grace Park                                                                  |
| 3   | 19 jun 2005 | Wegmans Rochester LPGA                       | −15 (67-69-72-65=273) | 4 golpes           | Paula Creamer                                                               |
| 4   | 15 abr 2006 | LPGA Takefuji Classic                        | −19 (63-68-66=197)    | 3 golpes           | Seon Hwa Lee                                                                |
| 5   | 21 may 2006 | Sybase Classic                               | −5 (71-71-66=208)     | 2 golpes           | Hee-Won Han Kyeong Bae                                                      |
| 6   | 27 ago 2006 | Wendy's Championship for Children            | −24 (67-68-64-65=264) | 3 golpes           | Stacy Prammanasudh Jee Young Lee                                            |
| 7   | 8 oct 2006  | Corona Morelia Championship                  | −20 (71-64-68-69=272) | 5 golpes           | Julieta Granada                                                             |
| 8   | 15 oct 2006 | Samsung World Championship                   | −16 (67-73-67-65=272) | 2 golpes           | Annika Sörenstam                                                            |
| 9   | 12 nov 2006 | The Mitchell Company Tournament of Champions | −21 (66-73-63-65=267) | 10 golpes          | Juli Inkster Paula Creamer                                                  |
| 10  | 25 mar 2007 | Safeway International                        | −18 (69-64-69-68=270) | 2 golpes           | Suzann Pettersen                                                            |
| 11  | 20 may 2007 | Sybase Classic                               | −18 (68-67-67-68=270) | 3 golpes           | Sarah Lee                                                                   |
| 12  | 24 jun 2007 | Wegmans LPGA                                 | −8 (69-71-67-73=280)  | Playoff            | In-Kyung Kim                                                                |
| 13  | 5 ago 2007  | Ricoh Women's British Open                   | −5 (67-73-73-74=287)  | 4 golpes           | Jee Young Lee Maria Hjorth                                                  |
| 14  | 19 ago 2007 | CN Canadian Women's Open                     | −16 (70-65-64-69=268) | 3 golpes           | Paula Creamer                                                               |
| 15  | 26 ago 2007 | Safeway Classic                              | −12 (67-66-71=204)    | 5 golpes           | Inbee Park Christina Kim Sophie Gustafson Mhairi McKay                      |
| 16  | 14 oct 2007 | Samsung World Championship                   | −18 (68-67-69-66=270) | 4 golpes           | Mi-Hyun Kim                                                                 |
| 17  | 18 nov 2007 | ADT Championship                             | −4 (70-70-66-68)      | 2 golpes           | Natalie Gulbis                                                              |
| 18  | 2 mar 2008  | HSBC Women's Champions                       | −20 (66-65-69-68=268) | 11 golpes          | Annika Sörenstam                                                            |
| 19  | 30 mar 2008 | Safeway International                        | −22 (65-67-68-66=266) | 7 golpes           | Jee Young Lee                                                               |
| 20  | 6 abr 2008  | Kraft Nabisco Championship                   | −11 (68-71-71-67=277) | 5 golpes           | Annika Sörenstam Suzann Pettersen                                           |
| 21  | 13 abr 2008 | Corona Championship                          | −25 (66-66-66-69=267) | 11 golpes          | Song-Hee Kim                                                                |
| 22  | 20 abr 2008 | Ginn Open                                    | −18 (68-67-65-69=269) | 3 golpes           | Yani Tseng                                                                  |
| 23  | 18 may 2008 | Sybase Classic                               | −10 (68-67-71=206)    | 1 golpe            | Morgan Pressel Na Yeon Choi Catriona Matthew Sophie Gustafson Brittany Lang |
| 24  | 28 sep 2008 | Navistar LPGA Classic                        | −15 (67-67-69-70=273) | Playoff            | Candie Kung Cristie Kerr                                                    |
| 25  | 1 mar 2009  | Honda LPGA Thailand                          | −14 (71-69-68-66=274) | 3 golpes           | Hee Young Park                                                              |
| 26  | 26 abr 2009 | Corona Championship                          | −25 (65-65-69-68=267) | 1 golpe            | Suzann Pettersen                                                            |
| 27  | 4 oct 2009  | Navistar LPGA Classic                        | −18 (66-68-66-70=270) | 4 golpes           | Brittany Lang Michelle Wie                                                  |

Registro del LPGA Tour playoff (2–5)
| N.º | Año  | Torneo                        | Oponente(s)               | Resultado                                                                                 |
| --- | ---- | ----------------------------- | ------------------------- | ----------------------------------------------------------------------------------------- |
| 1   | 2005 | Safeway International         | Annika Sörenstam          | Perdió con par en el primer hoyo extra                                                    |
| 2   | 2006 | SBS Open at Turtle Bay        | Joo Mi Kim Soo Young Moon | Kim ganó con birdie en el segundo hoyo extra Ochoa eliminada con birdie en el primer hoyo |
| 3   | 2006 | Kraft Nabisco Championship    | Karrie Webb               | Perdió ante birdie en el primer hoyo extra                                                |
| 4   | 2007 | Ginn Tribute Hosted by Annika | Nicole Castrale           | Perdó ante par en el primer hoyo extra                                                    |
| 5   | 2007 | Wegmans LPGA                  | In-Kyung Kim              | Ganó con par en el segundo hoyo extra                                                     |
| 6   | 2007 | Longs Drugs Challenge         | Suzann Pettersen          | Perdió ante birdie en el segundo hoyo extra                                               |
| 7   | 2008 | Navistar LPGA Classic         | Cristie Kerr Candie Kung  | Ganó con par en el segundo hoyo extra Kerr eliminada con par en el primer hoyo            |

### Futures Tour (3)
- 2002 (3): JWA/Michelob Light FUTURES Charity Golf Classic, Ann Arbor FUTURES Classic, Betty Puskar FUTURES Golf Classic

## Retiro en 2010
Lorena Ochoa anunció en abril de 2010 su retiro por tiempo indefinido del golf competitivo, es decir, renunciaba como miembro activo de la LPGA, a tan solo dos años de ingresar al Salón de la Fama y teniendo un inicio no muy bueno en los torneos que había disputado en el año.
La noticia tomó por sorpresa a muchos de los aficionados de golf, incluso de sus compañeras de la LPGA, quienes en las redes sociales exclamaban la sorpresa y el sentimiento que expresaban ante el retiro de la número 1 del mundo hasta el día que jugó su último torneo: El Tres Marías Championship en Morelia, Michoacán, ya que posteriormente, el lunes después del torneo, la surcoreana Jiyai Shin consiguió arrebatarle el 1.er lugar Ranking mundial tras un triunfo logrado en Japón.
Lorena disfrutó su último torneo entre miles de personas que la apoyaban y demostraban su cariño incondicional. Sin embargo, Lorena no logró colocarse en los días anteriores de competición en el último grupo de jugadoras, para salir en éste el día domingo, así que terminó la ronda primero que el grupo de honor.
La ganadora del Tres Marías fue Ai Miyazato de Japón, quien había sido escogida por Lorena Ochoa, junto con Natalie Gulbis, para que ellas dos jugaran con Lorena su último torneo.
En la premiación, se encontraban la mayoría de las jugadoras de la LPGA, entre ellas Morgan Pressel, Azahara Muñoz, Michelle Wie, Natalie Gulbis, Sherri Steinhauer, Vicky Hurst, Ana Nordqvist, Sandra Gal, quienes se mostraron muy contentas de estar en la despedida de una gran golfista como Lorena.
Lorena afirmó que dejaba el golf competitivo, pero que seguiría participando en torneos mayores.
También dejó en claro que seguirá participando en el Lorena Ochoa Invitational como jugadora anfitriona y prometió a los asistentes al TMC que esta vez sí ganaría en Guadalajara. Desde el sábado 10 de marzo, se suma a CNN en Español para ser conductora del programa Vive el golf.

## Fundación
Lorena Ochoa creó una fundación para ayudar a niños de escasos recursos. Este proyecto se materializa en una escuela, llamada Centro Educativo La Barranca, en donde más de 250 niños reciben educación académica, deportiva y cultural de calidad, mediante un modelo pedagógico innovador basado en la naturaleza del niño que es el movimiento.
Así, los maestros utilizan herramientas como el juego, el arte, el diálogo, movimiento, contacto con la naturaleza, trabajo en equipo y desarrollo de habilidades del pensamiento, para lograr un aprendizaje significativo y así despertar la creatividad de los niños, ayudándoles a desarrollar su inteligencia con actividades psicomotrices, socio afectivas y cognoscitivas.
En 2009, la Fundación Lorena Ochoa comienza con la construcción de la secundaria en el Centro Educativo La Barranca.

## Presente
Luego de su retiro, Lorena Ochoa siguió vinculada en el deporte desde diferentes frentes, apoyando el nuevo talento mexicano y generando nuevas iniciativas en búsqueda del desarrollo en el golf. A inicios del 2025 Ochoa lanza su libro titulado "Soñar en grande" y anuncia el proyecto de creación de su propio campo de golf en Mazatlán.